# سیارک ۱۷۰۹۲
سیارک ۱۷۰۹۲ (به انگلیسی: 17092 Sharanya، نامگذاری:1999JP21) هفده هزار و نود و دومین سیارک کشف شده‌است که در ۱۰ مه ۱۹۹۹ کشف شد.
قدر مطلق سیارک برابر ۱۴.۸ است.